# Белла България
Холдинг Белла България е българска фирма, лидер в хранително-вкусовата промишленост и най-големият производител на колбаси в България. Фирмата се занимава с производство и търговия на хранителни продукти – точени кори, бутер тесто, баници, малотрайни колбаси (кренвирши, наденици) и трайни колбаси (шпекови колбаси, салами, кайма и продукти от мляно месо). Централният офис на фирмата е в град Пловдив.

## История
Белла България стартира своята дейност през 1992 г. като малка фирма, специализирана в производство и търговия с кроасани. Името на фирмата по това време е „Съни“ ООД, фабриката за кроасани се намира в околностите на град Пловдив – с. Костиево.
През 2001 година фирмата се преименува „Белла България“ ООД. Четири месеца по-късно дружеството се преобразува в акционерно.
В края на 2007 г. стартира производството и продажбата на нов тип продукти „Convinience food“ (букв. превод – удобни продукти), които спестяват от времето за приготвяне на храната. Те се предлагат полуготови и замразени, като самото им приготвяне не отнема повече от 15 – 20 минути.
Компанията развива активна дейност в Румъния от 2008 г. и има възходящ темп на развитие с ръст на оборота от около 20 на сто всяка година до 6.1 млн. евро през 2012 г.

## Членства в асоциации
Белла България е сред учредителите на Българската асоциация на рекламодателите през 2008 г.

## Отличия
През 2009 г. „Белла България“ АД печели за трета поредна година наградата „Гепард“ за най-динамично разрастваща се българска компания от региона на Пловдив.
Холдинг „Белла България“ е носител на награда True Leaders в категория „Хранително-вкусова промишленост“ за 2013 година.
„Белла България“ получава почетния диплом на Съюза по хранителна промишленост (СХП) за повишаване конкурентоспособността на българския ХВП бранш чрез създаването на нови и оригинални продукти по време на Десетата юбилейна национална научно-практическа конференция „Хранителната индустрия – перспективи в глобалния свят“, която се провежда през ноември 2013 г. в София.